# Rhodocybe multilamellata
Rhodocybe multilamellata är en svampart som beskrevs av E. Horak 2008. Rhodocybe multilamellata ingår i släktet Rhodocybe och familjen Entolomataceae.   Inga underarter finns listade i Catalogue of Life.